# 存取控制矩陣
在計算機科學中，存取控制矩陣（英語：Access Control Matrix），或譯為存取控制陣列，又稱存取矩陣（Access Matrix），是一套抽象、形式化的安全性模型。這套模型描述了計算機系統中的安全保護狀態，各別表示其下的每個附屬子體，對於系統中的每個物件，其所擁有的權限。這個概念最早是由巴特勒·蘭普森在1971年所提出。
在存取矩陣中的每一個元素，分別代表主體與受體的權限。

## 示例
在示例中，有兩個角色。角色1可讀取、寫入、執行並擁有資產1，可執行資產2，可讀取檔案及寫入設備。角色2可讀取資產1，且可讀取、寫入、執行並擁有資產2。
|        | 資產 1                    | 資產 2                    | 檔案 | 設備  |
| 角色 1 | read, write, execute, own | execute                   | read | write |
| 角色 2 | read                      | read, write, execute, own |      |       |

## 缺點
在某些大型計算機服務器上，存在數量龐大的物件和物件擁有的權限。這樣會導致存取控制矩陣過大而難以一次性查看或閱讀。因此有時採用存取控制串列來改善這個缺點。